# Pyrolysebenzin
Pyrolysebenzin ist ein Nebenprodukt der Erzeugung von Ethylen oder Propen im Steamcracker. Es ist von charakteristisch unangenehmem Geruch und von gelber Farbe. Pyrolysebenzin ist stark aromatisch (30 % Benzol, 15 % Toluol, 20 % C8-Aromaten) und enthält viele Olefine und konjugierte Diolefine (Bromzahl etwa 50, Dienzahl 5–50). Der Siedebereich liegt bei ca. 25–210 °C.
Die Verarbeitung erfolgt in mehreren Schritten.
- Destillative Abtrennung der schwersten gasölartigen Anteile des Pyrolysebenzins, sogenannter Pygas-Tail (Siedebereich: ~230–~300 °C, wird als sogenanntes Quenchöl zurück zum Steamcracker recycled)
- Selektive Hydrierung der Diolefine.
  - Dabei werden an speziellen Katalysatoren mit Wasserstoff die Diolefine selektiv zu Olefinen hydriert. (Druck 50 bar, 70 °C, Katalysator Palladium oder Nickel)
- Entschwefelung und Hydrierung der Olefine
  - Entfernung von Schwefel, Stickstoff und Sauerstoff aus dem Kohlenwasserstoffgemisch.
  - Dazu wird das Produkt am Katalysator mit Wasserstoff behandelt (50 bar, 300 °C, Katalysator Cobalt/Nickel/Molybdän-Sulfid). Es entsteht H2S und gesättigte Kohlenwasserstoffe. Die Aromaten werden bei der Prozessbedingung nicht hydriert.
- Destillative Trennung in
  - Pytops, ein dem Petrolether ähnlicher Siedeschnitt (Siedebereich: 25–70 °C, C5/C6, Blendkomponente für Benzin, oder Recycle zum Steamcracker)
  - Benzolschnitt (Siedebereich: 70–~90 °C, nur Benzol und nichtaromatische Verbindungen)
  - Toluolschnitt (Siedebereich: ~90–~115 °C, nur Toluol und nichtaromatische Verbindungen)
  - C8-Schnitt (Siedebereich: ~115–~145 °C, Xylole, Ethylbenzol, geringer Anteil an Nichtaromaten, Blendkomponente für Benzin, oder Verkauf als Halbfabrikat)
  - C9+-Schnitt (Siedebereich: ~145–~230/240 °C, C9+-Aromaten, sehr geringer Anteil an Nichtaromaten, Blendkomponente für Benzin, oder als Verdünner für Schweröl)

- Reindarstellung von Benzol und Toluol durch Extraktion oder extraktive Destillation. Die hierbei entstehenden sogenannten Raffinatströme (C6- und C7-Nichtaromaten) werden als Benzin-Blendkomponenten verwendet oder ins Steamcracker zurückgeführt.